# Six Colours Frenesi
Six Colours Frenesi (Frenesi de Seis Cores) é um DVD ao vivo do músico brasileiro Júpiter Maçã. Foi originalmente gravado no famoso Bar Opinião de Porto Alegre em 23 de novembro de 2011, mas veio a ser lançado apenas em 2014 através da própria gravadora do músico, J.A.C.K. Records (J.A.C.K. é uma sigla para "Jupiter Apple Corporation and Kingdom", e também era o nome de sua banda de apoio na época).
Foi o último álbum do músico antes de sua morte no ano seguinte ao lançamento.

## Lista De Faixas
| N.º | Título                              | Duração |  |
| 1.  | "Modern Kid"                        |         |  |
| 2.  | "Querida Superhist X Mr. Frog"      |         |  |
| 3.  | "Síndrome De Pânico"                |         |  |
| 4.  | "...So You Leave The Hall"          |         |  |
| 5.  | "Little Raver"                      |         |  |
| 6.  | "Beatle George"                     |         |  |
| 7.  | "Plataforma 6"                      |         |  |
| 8.  | "As Tortas E As Cucas"              |         |  |
| 9.  | "Eu E Minha Ex"                     |         |  |
| 10. | "A Lad And A Maid I The Bloom"      |         |  |
| 11. | "Mademoiselle Marchand"             |         |  |
| 12. | "Lobo Da Estepe" (Os Cascavelletes) |         |  |
| 13. | "Lovely Riverside"                  |         |  |
| 14. | "Six Colours Frenesi"               |         |  |
| 15. | "Calling All Bands!"                |         |  |
| 16. | "Essência Interior"                 |         |  |
| 17. | "Head-Head"                         |         |  |
| 18. | "A Marchinha Psicótica De Dr. Soup" |         |  |
| 19. | "Cachorro Louco" (TNT)              |         |  |
| 20. | "Um Lugar Do Caralho"               |         |  |

## Ficha Técnica[3]
- Júpiter Maçã – voz, guitarra, produção
- Participações Especias: Bibiana Graeff, Clara Averbuck, Hamburg Black Cats, Hique Gomez, Lúcio Vassarath, Márcio Petracco, Nei Van Sória
- Julio Sasquatt – bateria
- Julio Cascaes – guitarra
- Felipe Faraco – baixo
- Astronauta Pinguim – teclado, sintetizador
- Zé Roberto Muniz – fotografia, arte de capa
- Roberto Rubim – produção executiva